# Parassy
Parassy és un municipi francès, situat al departament de Cher i a la regió de Centre – Vall del Loira. L'any 2007 tenia 407 habitants.

## Demografia

### Població
El 2007 la població de fet de Parassy era de 407 persones. Hi havia 177 famílies, de les quals 47 eren unipersonals (12 homes vivint sols i 35 dones vivint soles), 59 parelles sense fills, 51 parelles amb fills i 20 famílies monoparentals amb fills.
La població ha evolucionat segons el següent gràfic:
Habitants censats

### Habitatges
El 2007 hi havia 223 habitatges, 178 eren l'habitatge principal de la família, 31 eren segones residències i 14 estaven desocupats. 219 eren cases i 4 eren apartaments. Dels 178 habitatges principals, 142 estaven ocupats pels seus propietaris, 29 estaven llogats i ocupats pels llogaters i 7 estaven cedits a títol gratuït; 11 tenien dues cambres, 46 en tenien tres, 49 en tenien quatre i 72 en tenien cinc o més. 132 habitatges disposaven pel capbaix d'una plaça de pàrquing. A 72 habitatges hi havia un automòbil i a 98 n'hi havia dos o més.

### Piràmide de població
La piràmide de població per edats i sexe el 2009 era:
| Homes | Edats   | Dones |
| ----- | ------- | ----- |
| 0     | 95 o +  | 0     |
| 4     | 90 a 94 | 4     |
| 0     | 85 a 89 | 0     |
| 8     | 80 a 84 | 0     |
| 4     | 75 a 79 | 12    |
| 8     | 70 a 74 | 4     |
| 8     | 65 a 69 | 8     |
| 12    | 60 a 64 | 0     |
| 0     | 55 a 59 | 12    |
| 16    | 50 a 54 | 16    |
| 16    | 45 a 49 | 16    |
| 32    | 40 a 44 | 28    |
| 20    | 35 a 39 | 16    |
| 4     | 30 a 34 | 16    |
| 12    | 25 a 29 | 8     |
| 20    | 20 a 24 | 12    |
| 20    | 15 a 19 | 28    |
| 28    | 10 a 14 | 12    |
| 16    | 5 a 9   | 8     |
| 12    | 0 a 4   | 0     |

## Economia
El 2007 la població en edat de treballar era de 288 persones, 211 eren actives i 77 eren inactives. De les 211 persones actives 196 estaven ocupades (106 homes i 90 dones) i 15 estaven aturades (7 homes i 8 dones). De les 77 persones inactives 35 estaven jubilades, 21 estaven estudiant i 21 estaven classificades com a «altres inactius».

### Ingressos
El 2009 a Parassy hi havia 179 unitats fiscals que integraven 431,5 persones, la mediana anual d'ingressos fiscals per persona era de 18.378 €.

### Activitats econòmiques
Dels 13 establiments que hi havia el 2007, 6 eren d'empreses de construcció, 2 d'empreses de comerç i reparació d'automòbils, 1 d'una empresa de transport, 1 d'una empresa d'hostatgeria i restauració, 2 d'empreses immobiliàries i 1 d'una empresa classificada com a «altres activitats de serveis».
Dels 5 establiments de servei als particulars que hi havia el 2009, 2 eren guixaires pintors, 1 fusteria, 1 lampisteria i 1 electricista.
L'any 2000 a Parassy hi havia 24 explotacions agrícoles que ocupaven un total de 948 hectàrees.

## Equipaments sanitaris i escolars
El 2009 hi havia una escola elemental integrada dins d'un grup escolar amb les comunes properes formant una escola dispersa.

## Poblacions més properes
El següent diagrama mostra les poblacions més properes.